# アルケライト
アルケライト（Arquerite）は、銀と水銀の天然合金である。非常に希少な鉱物で、銀が約87％と水銀が13％で構成されたアマルガムで構成されている。ただし、独立した鉱物ではなく自然銀の変種として扱われている。
アルケライトの産出報告は、チリの2地域と、カナダのブリティッシュコロンビア州の2つの地域、そしてその他の国の4つの地域からのみである。アルケライトの他の呼び名には、銀の水銀（argental mercury）、水銀銀（mercurian silver）、および銀アマルガム（silver amalgam）などがある。

## 地域

### カナダ
- カナダ、ブリティッシュコロンビア州、オメニカ鉱山部門、バイタル・クリーク
- カナダ、ブリティッシュコロンビア州、オメニカ鉱山部門、クワニカ・クリーク、クワニカ・クリーク・プレーサーズ

### チリ
- チリ・アタカマ州コピアポ県セロ・ブランコ地区ジェルバス・ブエナス（英語版）、ラ・ロシヤ鉱山

- チリ、コキンボ州エルキ県ラセレナ市、アルケロス銀鉱山地区 [3]
  - 「アルケライト」の名称は、同地で発見されたことによる。